# Mesocyclops ellipticus
Mesocyclops ellipticus är en kräftdjursart som beskrevs av Andreas Kiefer 1936. Mesocyclops ellipticus ingår i släktet Mesocyclops och familjen Cyclopidae. Inga underarter finns listade i Catalogue of Life.